# 船帆座IP
船帆座IP，又名CD-50 4420，HD 84400、SAO 237260、HR 3872，是船帆座的一颗恒星，视星等为6.15，位于銀經275.67，銀緯1.41，其B1900.0坐标为赤經9h 39m 54s，赤緯-50° 1.41′ 11″。